# Eurypygiformes
Eurypygiformes Hackett et al., 2008 è un ordine di uccelli di recente istituzione, comprendente due sole specie viventi: il kagu (Rhynochetos jubatus) e il tarabuso del sole (Eurypyga helias)

## Tassonomia
In passato entrambe le specie erano attribuite all'ordine Gruiformes, un raggruppamento piuttosto eterogeneo, rivelatosi polifiletico. Recenti studi di biologia molecolare hanno ridimensionato la parentela con gli altri gruiformi suggerendone l'inquadramento in un ordine a sé stante.
L'ordine Eurypygiformes comprende due famiglie viventi, entrambe monospecifiche:
- Rhynochetidae
  - Rhynochetos jubatus Verreaux, J & Des Murs, 1860, diffuso in Nuova Caledonia - Kagu
- Eurypygidae
  - Eurypyga helias  (Pallas, 1781), diffuso dal Guatemala all'Amazzonia - Tarabuso del sole

Viene correntemente attribuita a quest'ordine anche la famiglia estinta Aptornithidae.